# ارلی (تگزاس)
ارلی، تگزاس (به انگلیسی: Early, Texas) یک شهر در ایالات متحده آمریکا با جمعیت ۲٬۵۸۸ نفر است که در تگزاس واقع شده‌است.

## موقعیت جغرافیایی
موقعیت جغرافیایی شهرها و مناطق اطراف به شرح زیر است: